# Maria Radner
Maria Friderike Radner (Düsseldorf, 7 de maig de 1981 - Prats, Alps d'Alta Provença, França, 24 de març de 2015) fou una cantant d'òpera alemanya amb veu de contralt.

## Biografia
El 2000 Maria Radner va completar la seva formació escolar de l'abitur (equivalent al batxillerat) a l'escola secundària de l'Erzbischöflichen (arquebisbat) Santa Úrsula de Düsseldorf. Després d'estudiar cant amb Michaela Krämer a l'Escola de Música de Düsseldorf, va assolir l'èxit internacional com a contralt. El seu primer paper d'òpera va ser el de Cornelia en Giulio Cesare de Händel en una producció de Gregor Horres, el gener de 2008, al Theatre Hagen. Al Festival de Bregenz, el mateix any 2008, va cantar el paper principal de Solomon de Händel en un ensemble britànic dirigit per Sally Matthews i Andrew Kennedy.
Va ser coneguda sobretot pels papers del cicle Der Ring des Nibelungen de Richard Wagner. El gener del 2012 va debutar al Metropolitan Opera de Nova York al Götterdämmerung (El crepuscle dels déus), al març del 2012 va participar al Die Frau ohne Schatten de Richard Strauss al Teatro alla Scala de Milà. Va cantar el paper de la deessa de la terra Erda al Ring des Nibelungen de Wagner al Gran Teatre de Ginebra i al Royal Opera House, Covent Garden, de Londres, sota la direcció d'Antonio Pappano.
En una nova producció de Les Troyens, d'Hector Berlioz, va cantar el paper d'Anna a La Scala de Milà i el 2015 el mateix paper al Teatro Colón de Buenos Aires.
En la seva darrera aparició es va comprometre amb el paper d'Erda a Siegfried de Wagner al Gran Teatre del Liceu de Barcelona. En el vol de tornada d'aquest compromís, Radner va pujar el 24 de març de 2015 al vol 9525 de Germanwings, que es va estavellar als Alps francesos, morint junt al seu marit i al seu fill petit. La família estava vivint llavors a Wuppertal.

## Discografia
- Richard Wagner, Götterdämmerung, Metropolitan Opera, Fabio Luisi, Deutsche Grammophon (DVD).
- Gustav Mahler, Simfonia núm. 8 de mi bemoll major, Orquestra Gürzenich de Colònia, dirigida per Markus Stenz (2012).
- Richard Wagner, Das Rheingold, Rundfunk-Sinfonieorchester Berlin, direcció de Marek Janowski (2013).